# A Dalai Láma Szív Szútra tanítása
A Dalai Láma Szív Szútra tanítása (eredeti címe: Essence of the Heart Sutra: The Dalai Lama's Heart of Wisdom Teachings) című könyv a 14. dalai láma (Tendzin Gyaco) 2001 tavaszán Kaliforniában, egy 8000 fős hallgatóság előtt tartott előadásából készült. Az előadás témája a mahájána buddhizmus egyik központi tanítása, az üresség (súnjata), amelyet a Szív szútrán keresztül mutat be a tibeti buddhizmus közismert lámája.

## Tartalma
A bevezetőben a dalai láma rávilágít arra, hogy az emberek a közöttük lévő felületes különbségek ellenére mentálisan, érzelmileg és fizikálisan is ugyanolyanok. Kihangsúlyozza, hogy az embereknek osztozniuk kell egymással a bolygónkon nagy családként. Belső lefegyverkezésre szólít mindenkit az együttérzés, a megbocsátás és a testvériség nevében. A változást az egyének szintjén kell kezdeni, ahonnan az tovább haladhat a család, a közösség, az ország és az egész világ szintjére. A tibeti buddhista tanítómester elmagyarázza az alapvető mahájána buddhista tanításokat. A könyv második részében a dalai láma a Szív szútráról beszél, amelynek lényege a buddhista súnjata (üresség) fogalma, amely a valóság helyes látásához elengedhetetlenül szükséges.
A Szív szútrában Avalókitésvara bódhiszattva elmagyarázza, miképp képezze magát a spirituális gyakorló a bölcsesség tökéletessége gyakorlatain keresztül, hogy az illúzión keresztül meglássa a valóságot. A dalai láma részekre lebontva magyarázza el a szútra tartalmát.

## Magyarul
- A dalai láma Szív Szútra tanítása; ford. Vermes Paula; Bódhiszattva, Bp., 2010